# Kościół Świętych Filipa, Jakuba i Marii Magdaleny w Wąwelnie
Kościół Świętych Filipa, Jakuba i Marii Magdaleny w Wąwelnie – rzymskokatolicki kościół parafialny należący do parafii św. Marii Magdaleny w Wąwelnie (dekanat Sępólno Krajeńskie diecezji bydgoskiej).
Jest to świątynia zbudowana na miejscu wcześniejszej drewnianej w 1758 roku. Ufundował ją Stanisław Wałdowski ze Słupi skarbnik wschowski, natomiast budowniczym był Dawid Fecel z Chojnic. Budowla była gruntownie remontowana w latach 1963-65. Bryła zewnętrzna jest jednolita, na planie prostokąta, z trójbocznym zamknięciem od strony wschodniej. Świątynia składa się z jednej nawy. Na sklepieniu prezbiterium i suficie nawy jest umieszczona stiukowa dekoracja tworząca plafony o urozmaiconym wykroju. Chór muzyczny jest murowany, podparty trzema arkadami. Ściany zewnętrzne podzielone są uproszczonymi pilastrami. W fasadzie są umieszczone dwie nisze, natomiast w zwieńczeniu znajduje się szczyt ujęty spływami. Dach kościoła jest siodłowy, pokryty dachówką. Wystrój wnętrza to głównie styl rokokowy i powstał w czasie budowy świątyni.